# Piotr Habdas
Piotr Habdas (ur. 31 stycznia 1998) – polski narciarz alpejski, mistrz Polski w slalomie gigancie w 2017 roku.
Jego młodszy brat, Jan Habdas, uprawia skoki narciarskie.
Wyniki na Mistrzostwach Świata Juniorów:
| Miejsce | Dzień     | Rok  | Miejscowość       | Państwo | Konkurencja     |
| ------- | --------- | ---- | ----------------- | ------- | --------------- |
| 52.     | 27 lutego | 2016 | Soczi/Roza Chutor | Rosja   | zjazd           |
| 46.     | 29 lutego | 2016 | Soczi/Roza Chutor | Rosja   | supergigant     |
| DNF2    | 1 marca   | 2016 | Soczi/Roza Chutor | Rosja   | superkombinacja |
| 33.     | 3 marca   | 2016 | Soczi/Roza Chutor | Rosja   | slalom gigant   |
| DNF1    | 5 marca   | 2016 | Soczi/Roza Chutor | Rosja   | slalom          |
| 55.     | 8 marca   | 2017 | Åre               | Szwecja | zjazd           |
| DNF1    | 9 marca   | 2017 | Åre               | Szwecja | supergigant     |
| 45.     | 11 marca  | 2017 | Åre               | Szwecja | superkombinacja |
| DNF1    | 13 marca  | 2017 | Åre               | Szwecja | slalom gigant   |
| DNF1    | 14 marca  | 2017 | Åre               | Szwecja | slalom          |

Wyniki na Mistrzostwach Polski:
| Miejsce | Data            | Miejscowość       | Konkurencja     |
| ------- | --------------- | ----------------- | --------------- |
| 11.     | 27 lutego 2015  | Szczyrk           | Superkombinacja |
| 6.      | 27 lutego 2015  | Szczyrk           | Gigant          |
| 8.      | 27 lutego 2015  | Szczyrk           | Supergigant     |
| DNF2    | 28 lutego 2015  | Szczyrk           | Slalom          |
| 3.      | 2 kwietnia 2016 | Szpindlerowy Młyn | Gigant          |
| DNF1    | 3 kwietnia 2016 | Szpindlerowy Młyn | Slalom          |
| 3.      | 1 kwietnia 2017 | Szpindlerowy Młyn | Slalom          |
| 1.      | 2 kwietnia 2017 | Szpindlerowy Młyn | Gigant          |